# Barrage de Bakacak
Le barrage de Bakacak (en turc Bakacak barajı) est un barrage près de Bakacak dans le district de Biga de la province de Çanakkale en Turquie. Il est construit sur une rivière appelée Kocaçay affluent de fleuve côtier Biga Çayı (Granique).

## Sources
- (en) « Bakacak Dam », sur Agence gouvernementale turque des travaux hydrauliques (DSI)